# Jacques Miège
Jacques Miège (* 27. Juli 1914 in Paris; † 19. August 1993 in Genf) war ein französischer Botaniker. Sein botanisches Autorenkürzel lautet „J.Miège“.

## Leben
Miéges Vater Emile Miège kämpfte während des Ersten Weltkriegs in Frankreich sowie auf dem Balkan und wurde dann nach Marokko demobilisiert. Dort ließ er sich nieder und gründete das Centre de Recherches Agronomiques du Maroc. 1932 erwarb Jacques Miège ein Diplom in Agrarbotanik an der École Normale Supérieure d’Agronomie in Algier. 1935 erlangte er den Bachelor-Abschluss in den Naturwissenschaften an der Universität Algier, was ihn in Kontakt mit dem renommierten Botaniker René Maire brachte. Seinen Militärdienst absolvierte Miège beim meteorologischen Dienst der Armee, wo er sich Kenntnisse über die Zusammenhänge zwischen Klima, Vegetation und Flora aneignete. Während seiner Militärzeit erwarb er ein Diplôme d’Etudes Supérieures (Äquivalent zum Master-Abschluss) über eine Arbeit zur Zellbiologie der Süßgräser in Nordafrika.
Nach dem Ende seines Militärdienstes im Jahr 1938 wurde er zum Arbeitsleiter in der Abteilung für Ackerpflanzen des botanischen und landwirtschaftlichen Dienstes von Tunesien ernannt. Dort führte er Versuche mit regionalen Getreidesorten durch und reiste durch ganze Land, um Versuchsstationen zu besuchen und Landwirte zu beraten.
1942 wurde Miége im Auftrag des Institut de recherches du coton et des textiles exotiques (IRCT) nach Bouaké in die Elfenbeinküste geschickt. Dort wandte er die genetischen Techniken an, die er im Maghreb entwickelt hatte. Während der 44 Monate, die er in Bouaké verbrachte, machte er sich mit der einheimischen Landwirtschaft vertraut und entwickelte einen engen Kontakt mit den Baule-Bauern. Neben seinen Arbeiten zur Verbesserung der Baumwolle beschäftigte er sich auch mit der Yamswurzel, die das Grundnahrungsmittel der westafrikanischen Bevölkerung darstellt. 1945 lernte er Georges Marie Mangenot kennen, der ihn dazu ermutigte, seine Doktorarbeit über die Yamswurzelgewächse (Dioscoreaceae) zu schreiben und ihm anbot, sich dem neugegründeten Institut d’Enseignement et de Recherches Tropicales (IDERT) anzuschließen, das sich in Adiopodoumé in der unteren Elfenbeinküste befand. 1947 begann Miége seine Forschungsarbeit als Mitarbeiter von Mangenot im dichten Regenwald. 1952 verteidigte er unter der Leitung von Mangenot seine Doktorarbeit mit dem Titel Contribution à l’étude systématique des Dioscorea ouest africains an der Sorbonne.
1956 verließ Miège das IDERT, um den Lehrstuhl für Botanik und Pflanzenbiologie an der Universität Dakar im Senegal zu übernehmen. Nach seinem Ausscheiden verfügte das Botanische Institut über moderne Einrichtungen und Geräte sowie einen botanischen Versuchsgarten. Trotz seiner hohen Lehrverpflichtung bemühte sich Miège, seine Exkursionen fortzusetzen und widmete sich insbesondere der Region Basse-Casamance.
Während seiner Zeit im Senegal entstand sein Interesse an der Pflanzenkartierung, der Zytotaxonomie und der taxonomischen Chemie, und er bildete seine ersten Studenten aus, von denen viele später wichtige Positionen bekleideten. Als 1964 die Stelle des Direktors des Jardin botanique de Genève (CJB) und die damit verbundene Professur an der Universität Genf frei wurden, bewarb sich Miège, der nach Europa zurückkehren wollte, auf Vorschlag von Marie Louis Emberger und Professor Mangenot sowie seiner Schweizer Kollegen Claude P. E. Farvarger und Fernand François Louis Chodat um diese Ämter. Miège nahm den 150. Jahrestag der Gründung des Gartens durch Augustin-Pyrame de Candolle zum Anlass, 1968 einen wichtigen Kongress abzuhalten, der mit dem Antrag endete, neue Gebäude und Gewächshäuser zu errichten, die für den reibungslosen Betrieb des Botanischen Gartens unerlässlich waren. Unterstützt von den Genfer Behörden, insbesondere von Lise Girardin, der ersten Magistratin von Genf, setzte Miège die Ziele um und erstellte einen Plan für die Renovierung und Erweiterung, der Anfang der 1970er Jahre Gestalt annahm. Aus wissenschaftlicher Sicht behielt Miège die traditionelle Ausrichtung des Instituts bei und widmete sich Monographien, Floren, der botanischen Nomenklatur sowie biogeographischen Arbeiten. Darüber führte er andere Disziplinen ein, die in Afrika perfektioniert worden waren, insbesondere die taxonomische Chemie sowie die Forschung zur tropischen Ökologie, Vegetation und Ethnobotanik. In der taxonomischen Chemie konzentrierte er sich mit der tatkräftigen Unterstützung seiner Frau Marie-Noëlle vor allem auf das Samenprotein. Er interessierte sich für angewandte Forschung und setzte sich für die Untersuchung von Extrakten aus tropischen Pflanzen (Cocastrauch) ein, die bestimmte schwere Krankheiten heilen können. Miège war in erster Linien ein Tropenforscher und widmete diesem Bereich einen Großteil seiner Aktivitäten. Er reiste viel als Experte oder Doktorvater, unterhielt enge Beziehungen zum Office de la recherche scientifique et technique outre-mer (ORSTOM, jetzt IRD), das aus dem IDERT hervorging, und widmete dem Centre Suisse de Recherches Scientifiques en Côte-d’Ivoire, das sich neben dem großen ORSTOM-Zentrum in Adiopodoumé befand, besondere Aufmerksamkeit. Er entsandte mehrere Doktoranden dorthin. Darüber hinaus war Miège von 1970 bis 1974 Generalsekretär der Association pour l’Etude Taxonomique des Flores d’Afrique Tropicale (AETFAT). 1974 organisierte er einen Kongress und veröffentlichte zusammen mit seiner Mitarbeiterin Adélaide Stork die Tagungsberichte unter dem Titel Origine des Flores africaines et magaches: nature, spéciation, progrès, conservation, écologie. 1979 beendete Miège die Leitung des Botanischen Gartens Genf und 1984 die des Instituts für Systematische Botanik und Biogeographie der Universität Genf.